# Референтен курс
Референтен курс е този, който определя възвръщаемостта по дадена финансова сделка, така че страните по сделката да не могат да му влияят. Той често е някой от вида LIBOR, но това не е задължително. Референтен курс може да бъде индекс на потребителските цени, индекс на цените на недвижими имоти, норма на безработица. Страните по сделката избират референтния курс така, че никоя от тях да не може да му влияе.

## Примери за употреба
Най-често за референтен курс се използва краткосрочният (обикновено тримесечният) LIBOR - при сделки с бонове с променлива лихва, заеми, замени(swap), фючърсни сделки за краткосрочни лихвени проценти и други. Курсовете обикновено се изчисляват от независима организация, като например Британската Банкова Асоциация Архив на оригинала от 2019-12-24 в Wayback Machine., като средно на курсовете предлагани от голяма група от банки, осигурявайки по този начин независимост на курса.
Друг пример е референтният курс за финансови замени (swap) с постоянен падеж. Той се изчислява ежедневно от независима организация, например International Swaps and Derivatives Association, като усреднена стойност на курса за финансови замени на голяма група банки.
На пазара на кредитни производни се използва концепция, подобна на референтния курс. Плащанията в случая не се определят от курс, а от вероятни събития. Референтното събитие трябва да бъде точно определено кредитно събитие, за да бъде сигурно, че няма да възникнат спорове относно възникването му.

## Референтни курсове за краткосрочни лихвени проценти
Примери за референтни курсове за краткосрочни лихвени проценти:
- EURIBOR – европейски междубанков лихвен процент
- LIBOR – лондонски междубанков лихвен процент
- SIBOR – сингапурски междубанков лихвен процент
- TIBOR – токийски междубанков лихвен процент
- Софибор – софийски междубанков лихвен процент